# Poecilopeplus haemopterus
Poecilopeplus haemopterus là một loài bọ cánh cứng trong họ Cerambycidae.